# Широковское муниципальное образование
Широковское муниципальное образование — муниципальное образование со статусом сельского поселения в
Нижнеудинском районе Иркутской области России. Административный центр — село Широково.

## Демография
По результатам Всероссийской переписи населения 2010 года
численность населения муниципального образования составила 681 человек, в том числе 335 мужчин и 346 женщин.

## Населенные пункты
В состав муниципального образования входят населенные пункты
- Широково
- Боровинок
- Зенцова
- Тони
- Черемшанка[2]